# Qualea wittrockii
Qualea wittrockii là một loài thực vật có hoa trong họ Vochysiaceae. Loài này được Malme miêu tả khoa học đầu tiên năm 1905.